# Pennatula naresi
Pennatula naresi är en korallart som beskrevs av Rudolf Albert von Kölliker 1880. Pennatula naresi ingår i släktet Pennatula och familjen Pennatulidae. Inga underarter finns listade i Catalogue of Life.